# Грб Аустралије
Грб Аустралије је званични хералдички симбол Комновелта Аустралије. Грб се састоји од централног штита на којем се налазе грбови свих аустралијских држава. Усвојен је 7. маја 1908. године.
Изнад штита се налази звезда Комонвелта. Животиње које придржавају штит су кенгур и ему.